# علي محمود عثمان
علي محمود عثمان من مواليد 1978، هو مواطن صحفي وناشط حقوقي سوري من مدينة حمص. يُلقبُ في الداخل السوري باسم «عيون بابا عمرو» و«جدّو».

## المسيرة المهنية
في بداية حياته؛ كان عثمان بائع خُضار لكنّه قرر أن يكونَ صحفيا خلال الانتفاضة السورية خاصة في ظل منع النظام السوري لوسائل الإعلام من تغطية ما يجري في سوريا. أصبحَ عثمان رئيسًا للمركز الإعلامي في حمص، حيث عملَ على نشر وتوزيع الأخبار ولقطات المحتوى لباقي القنوات التلفزية وقنوات الأخبار والصحفيين الأجانب العاملين في سوريا بما في ذلك قناة الجزيرةد قناة العربية، سي إن إن، بي بي سي نيوز، سكاي نيوز ومؤسسة الإذاعة والتلفزيون التركية.
اكتسبَ عثمان مكانة بارزة عندما سلط الضوء على قصف حمص، حيثُ تمكّنَ من الحصول على موقع متميز لتوثيق كل ما يحصل خاصة أن الموقع كان يتوفر على إمكانية الوصول إلى الإنترنت فضلا عن مولدات لتوفير الكهرباء. ذكرَ بول كونروي من موقع هافينغتون بوست أنّ عثمان «هو أحد أبزر النشطاء السوريين في وسائل الإعلام ... كان يأخذ الصحفيين إلى الخط الأمامي أو إلى المستشفيات الميدانية أو في أي مكان من أجل توثيق كل ما يحصل في سوريا.»

## القصف
تعرّض مكتب أخبار بابا عمرو للقصف مرتين؛ وفي المرتين كان عثمان حاضرًا حيثُ عمل على تصوير القفص ثم ساعدَ في وقت لاحق على حمل الجرحى إلى بر الأمان. في المرة الثانية كانَ القصفُ شديدًا حيث تعرّضَ مكتب بابا عمرو لقصف بأكثر من عشرة صواريخ قُتل خلالها صحفيان أجنبيان وهما ماري كولفين وريمي أوتليك الذين قضوا نحبهما حينما كانا يُحاولان الفرار. كان لعثمان دور أساسي في إجلاء الصحفيين الثلاث من حمص بما في ذلك بول كونروي الذي أصيب بجروح خطيرة. رفضَ عثمان مغادرة المدينة بالرغم من استعادة للجيش السوري للسيطرة عليها. ذكر صحفيوا جريدة ليبراسيون أنّ الجيش السوري كان على علم تام بالمركز الإعلامي الذي كان يملك أدلة تثبت تورط النظام السوري في ارتبكاب جرائم ضد الإنسانية وأنهم كانوا يخططون لقصفِ المكتب عمدًا. كما ذكرت نفس الجريدة على أنّ هذا القصف كان يعني أنهُ لن يكون هناك «مزيد من المعلومات قادمة من حمص».

## الاعتقال
اعتُقلَ علي محمود عثمان في حلب على يدِ القوات الحكومية في آذار/مارس 2012 وذلك بعد استدراجه إلى مكان معين عن طريق رسالة نصية. بحلول 25 نيسان/أبريل 2012؛ أجرى علي مقابلة معَ قناة الدنيا الفضائية وحينها أكد على أن النظام السوري أخد منه معلومات باستعمال طُرق رهيبة مثل الضرب وغيرها. تضامنت منظمة العفو الدولية، مراسلون بلا حدود، رندة حبيب، جون ماكين وويليام هيغ مع علي عثمان ودعوا جميعًا لإطلاق سراحه.